# Супутниковий зв'язок

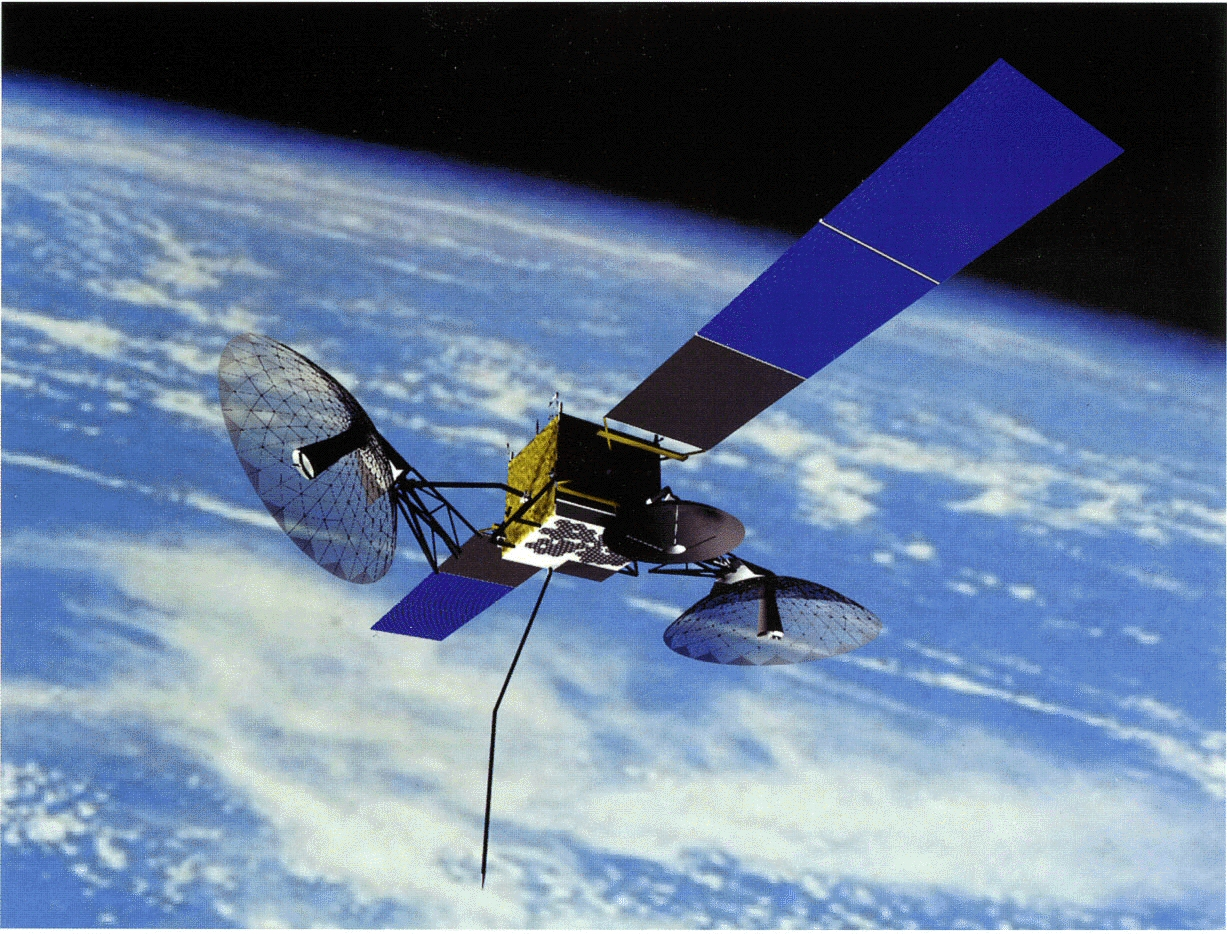
Супутник зв'язку TDRS (Tracking and Data Relay Satellite)

Супу́тниковий зв'язо́к — один з видів космічного радіозв'язку, що базується на використанні штучних супутників Землі, на яких змонтовані ретранслятори. Супутниковий зв'язок здійснюється між земними станціями, які можуть бути як стаціонарними, так і мобільними.
Оскільки супутниковий зв'язок є радіозв'язком, для передачі через супутник сигнал повинен бути промодульованим. Модуляція відбувається на земній станції. Модульований сигнал переноситься на потрібну частоту, підсилюється та надходить на передавальну антену.
Звичайний (нерегенеративний) супутник, прийнявши сигнал від однієї наземної станції, переносить його на іншу частоту, підсилює й передає іншій наземній станції. У супутнику може бути кілька незалежних каналів, що здійснюють ці операції, кожний з яких працює в певному діапазоні частот (ці канали обробки називаються транспондерами).
Регенеративний супутник демодулює прийнятий сигнал та знову модулює його. Завдяки цьому помилки виправляються двічі: на супутнику та на прийомній земній станції. Недоліком цього методу є складність, висока вартість супутника та наземного обладнання.

## Частотні діапазони
Вибір частоти для передачі даних від земної станції до супутника і від супутника до земної станції не є довільним. Від частоти залежить, наприклад, поглинання радіохвиль в атмосфері, а також необхідні розміри передавальної і приймальної антен. Частоти, на яких відбувається передача сигналів від земної станції до супутника, відрізняються від частот, які використовують для передачі від супутника до земної станції (перші, як правило, мають вищу частоту).
Частоти, які використовують в супутниковому зв'язку, поділяють на діапазони, що позначаються буквами. Орієнтовні значення наведено у рекомендації ITU-R V.431-6:
| Назва діапазону | Частоти (згідно ITU-R V.431-6)                                                                                   | Застосування                                             |
| --------------- | --- | -------------------------------------------------------- |
| L               | 1,5 ГГц | Рухомий супутниковий зв'язок                             |
| S               | 2,5 ГГц | Рухомий супутниковий зв'язок                             |
| С               | 4 ГГц, 6 ГГц | Фіксований супутниковий зв'язок                          |
| X               | Для супутникового зв'язку рекомендаціями ITU-R частоти не визначені. Для радіолокації вказаний діапазон 8-12 ГГц | Фіксований супутниковий зв'язок                          |
| Ku              | 11 ГГц, 12 ГГц, 14 ГГц                                                                                           | Фіксований супутниковий зв'язок, супутникове телебачення |
| K               | 20 ГГц | Фіксований супутниковий зв'язок, супутникове телебачення |
| Ka              | 30 ГГц | Фіксований супутниковий зв'язок, міжсупутниковий зв'язок |

Використовують і вищі частоти, але підвищення їх ускладнене високим поглинанням радіохвиль цих частот атмосферою. Ku-діапазон дозволяє здійснювати прийом відносно невеликими антенами, і тому використовується в супутниковому телебаченні (DVB), попри те, що в цьому діапазоні погодні умови чинять істотний вплив на якість передачі.
Для передачі даних великими користувачами (організаціями) часто застосовують C-діапазон. Це забезпечує вищу якість прийому, але вимагає досить великих розмірів антени.